# محند أعراب بسعود
محند أعراب بسعود مناضل وطني جزائري خلال حرب الجزائر ومناضل من أجل القضية الأمازيغية. المؤسس الرئيس الأكاديمية البربرية أكراو ايمازيغن.
ولد يوم 24 ديسمبر 1924 بتكمونت الجديد في واضية إ حدى بلديات دائرة واضية التابعة لولاية تيزي وزو بالجزائر.
تشبع بالايديولوجية الوطنية الاستقلالية لمنظمة نجم شمال أفريقيا التي تأسست بباريس عام 1926 من طرف مجموعة من المناضلين والنقابيين القبائليين مثل عمار أماش وسي جيلاني وايت تودرت وبونون.
ترك موحاند مهنة التعليم والتحق بحزب الشعب الجزائري المؤسس من طرف مصالي الحاج ولاحقا بحركة انتصار الحريات الديمقراطية.
وبعد اندلاع حرب التحرير عام 1954 التحق بجيش التحرير الوطني.
منذ يناير 1955 عينه كريم بلقاسم مسؤولا عن منطقة القبائل وأصبح ضابطا حيث كان ناشطا بالولاية الثالثة ثم بالعاصمة الجزائر قبل أن يلتحق بالمغرب.
بعد الاستقلال أصبح من أكبر معارضي الحكومة الجديدة وقياديا بمقاومي حزب جبهة القوى الاشتراكية من 1963 إلى 1965.
ثم نفي إلى فرنسا حيث أسس عام 1966 بمعية أكاديميين ومثقفين أمازيغيين -مثل محمد أركون والطاوس عمروش -الأكاديمية البربرية من أجل الدفاع عن القضية الأمازيغية.
عام 1978 رضخت الحكومة الفرنسية لضغوطات الرئيس الجزائري هواري بومدين وابلغت لموحاند أراف رغبتها في مغادرتها لترابها ومنعت الأكاديمية البربرية.
استقر موحاند بإنجلترا إلى عودته إلى القبائل عام 1997 حيث خاض نضالا مريرا من أجل منحه جواز سفر وبطاقة مقاوم.
بعد إصابته بمرض باركنسون عاد إلى بريطانيا من أجل التدواي إلى أن وافته المنية يوم 1 يناير 2002 ودفن بقرية أكاودج بتيزي وزو وحضر جنازته العديد من الشخصيات السياسية والثقافية الجزائرية.
موحاند أعراب بسعود هو من وضع تصميم العلم الأمازيغي. وله كتب عديدة حول حرب الاستقلال الجزائرية والقضية الأمازيغية.

## بيبليوغرافيا
Heureux les Martyrs qui n'ont rien vu : la vérité sur la mort du colonel Amirouche et de Abbane Ramdane, Berbères
1977 - L'Identité provisoire (Roman), Agraw Imazighene, Paris
2000 - Des Petites Gens pour une grande cause. L'histoire de l'Académie berbère (1966